# ビラサンタール

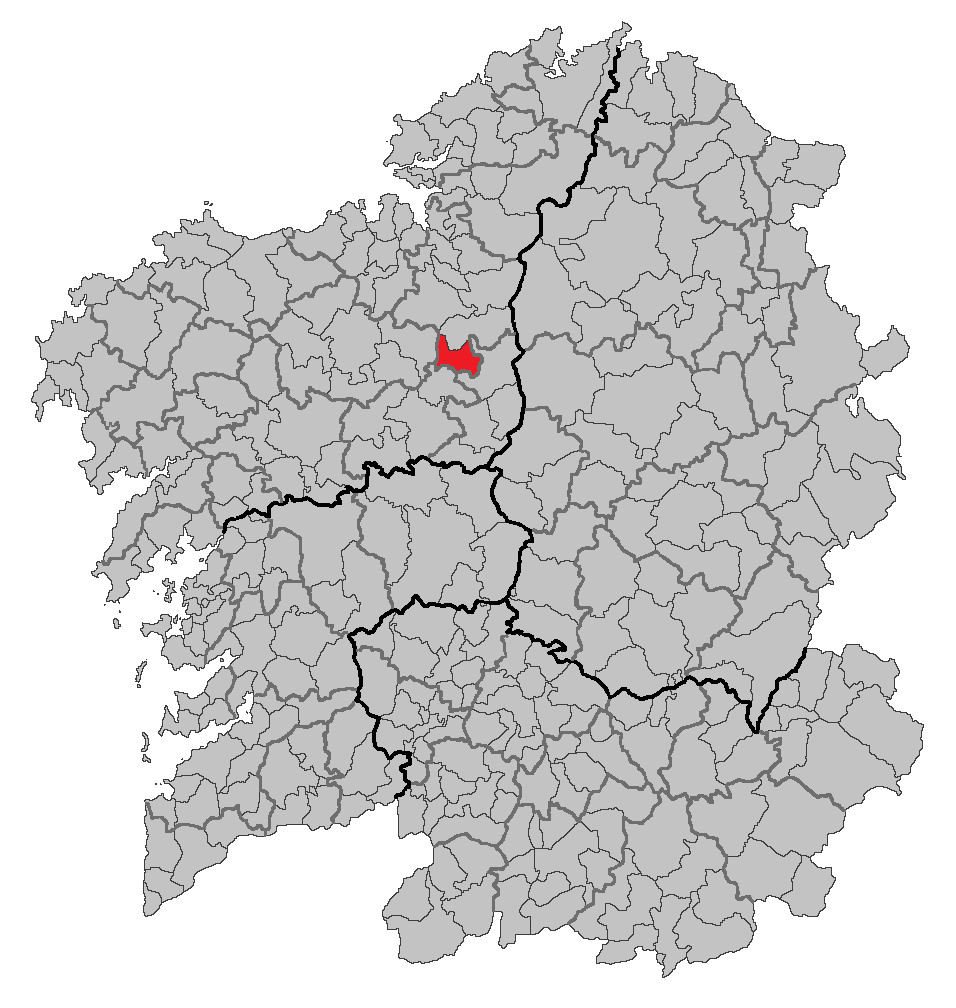

ビラサンタール（Vilasantar）は、スペイン、ガリシア州、ア・コルーニャ県の自治体、コマルカ・デ・ベタンソスに属する。ガリシア統計局によると、2009年の人口は1,415人（2006年：1,496人、2005年：1,538人、2004年：1,574人、2003年：1,610人）である。
ガリシア語話者の自治体住民に占める割合は99.30％（2001年）。

## 地理
ビラサンタールはア・コルーニャ県の東部に位置し、コマルカ・デ・ベタンソスに属する。北はクルティスと、東から南にかけてはソブラードと、南はボイモルトと、西はメシーアの各自治体と隣接、面積は59.2km²、自治体の中心地はビラサンタール教区のル（Ru）地区。

### 人口
| ビラサンタールの人口推移 1900－2010                     |
|                                                         |
| 出典:INE（スペイン国立統計局）1900年 - 1991年、1996年 - |

## 政治
自治体首長はガリシア民族主義ブロック（BNG）のマヌエラ・ガルシーア・フレイレ（Manuela García Freire）、自治体評議員はガリシア民族主義ブロック：5、ガリシア国民党（PPdeG）：4となっている（2007年の自治体選挙の結果、得票順）。

## 教区
ビラサンタールは7の教区に分けられている。太字は自治体の中心地のある教区。
- アルメンタル（サン・マルティニョ）
- バルベイト（サン・サルバドール）
- メソンソ（サンタ・マリーア）
- プレサラス（サン・ペドロ）
- サン・ビセンソ・デ・クルティス（サン・ビセンソ）
- ビラリーニョ（サンタ・マリーア）
- ビラサンタール（サンティアーゴ）